# Epitoxus revoili
Epitoxus revoili är en skalbaggsart som beskrevs av Desbordes 1917. Epitoxus revoili ingår i släktet Epitoxus och familjen stumpbaggar. Inga underarter finns listade i Catalogue of Life.